# Tjark Ernst
Tjark Ernst (Stoccarda, 15 marzo 2003) è un calciatore tedesco, portiere dell'Hertha Berlino.

## Carriera

### Club
Ernest è cresciuto nel settore giovanile del Bochum, dove ha ricevuto la prima convocazione il 12 febbraio 2022 in vista dell'incontro di Bundesliga contro il Bayern Monaco.
Il 15 giugno seguente è stato acquistato dall'Hertha Berlino che lo ha assegnato alla propria seconda squadra in Regionalliga. Ha fatto il suo esordio professionistico il 27 maggio 2023 giocando da titolare l'ultima partida di Bundesliga vinta 2-1 contro il Wolfsburg. La stagione successiva, con il club retrocesso in 2. Bundesliga e la cessione di Oliver Christensen alla Fiorentina, è stato designato come nuovo portiere titolare.

### Nazionale
Ha giocato nella nazionali giovanili tedesche Under-15, Under-16, Under-17, Under-18, Under-19, Under-20 ed Under-21.

## Statistiche

### Presenze e reti nei club
Statistiche aggiornate al 22 dicembre 2024.
| Stagione              | Squadra               | Campionato            | Campionato | Campionato | Coppe nazionali | Coppe nazionali | Coppe nazionali | Coppe continentali | Coppe continentali | Coppe continentali | Altre coppe | Altre coppe | Altre coppe | Totale | Totale | Totale |
| Stagione              | Squadra               | Comp                  | Pres       | Reti       | Comp            | Pres            | Reti            | Comp               | Pres               | Reti               | Comp        | Pres        | Reti        | Pres   | Reti   |        |
| --------------------- | --------------------- | --------------------- | ---------- | ---------- | --------------- | --------------- | --------------- | ------------------ | ------------------ | ------------------ | ----------- | ----------- | ----------- | ------ | ------ | ------ |
| 2022-2023             | Hertha Berlino II     | RL                    | 6          | -8         | -               | -               | -               | -                  | -                  | -                  | -           | -           | -           | 6      | -8     |        |
| 2022-2023             | Hertha Berlino        | BL                    | 1          | -1         | CG              | 0               | 0               | -                  | -                  | -                  | -           | -           | -           | 1      | -1     |        |
| 2023-2024             | Hertha Berlino        | 2L                    | 27         | -48        | CG              | 3               | -3              | -                  | -                  | -                  | -           | -           | -           | 30     | -51    |        |
| 2024-2025             | Hertha Berlino        | 2L                    | 17         | -27        | CG              | 2               | -3              | -                  | -                  | -                  | -           | -           | -           | 19     | -30    |        |
| Totale Hertha Berlino | Totale Hertha Berlino | Totale Hertha Berlino | 45         | -76        |                 | 5               | -6              |                    | -                  | -                  |             | -           | -           | 50     | -82    |        |
| Totale carriera       | Totale carriera       | Totale carriera       | 51         | -84        |                 | 5               | -6              |                    | -                  | -                  |             | -           | -           | 56     | -90    |        |